# ロディ
ロディ（Rody）は、イタリアのレードラプラスティック社が発売している、馬をモチーフにした乗用玩具である。

## 概要
発売開始は1984年。
材質は塩化ビニール製で、ドイツ工業技術審査会で認められた、強度の優れたものが使用されている。
ヨーロッパ玩具製造安全基準（EN71）、欧州連合安全基準（CE）、技術検査協会（TUF）の検査基準に適合。日本では、食品衛生法新基準に適合している。対象年齢は2歳以上。
耐荷重は200kg。自社製のビニール素材の強度をアピールする目的で発売されたとも言われ、非常に丈夫に作られている。「何が刺さっても破裂しない」と言われることもあるが、傷ついたり破れたりすると修理が効かないことから、発売元では、そのような扱いはしないように推奨している。
日本では1990年から正式に発売されている。本来の用途は元より、インテリアとしても用いられている。
また、そのシンプルで可愛らしいルックスから、元々の商品とは独立したキャラクターとしても受け入れられており、キャラクター商品も多数発売されている。2007年頃からはキューピー、ハローキティ、モンチッチといった、ヨーロッパで知名度の高いキャラクターとのコラボレーショングッズが発売されている。
他にはみんなといっしょの井上トロとコラボレーションしたRODYも発売されており、週刊トロ・ステーション内ではトロディと呼ばれている。2015年にはバンダイよりロディが初音ミクに変形する「超合金初音ミク×ロディ」が発売された。2019年に100円ショップにて、エヴァンゲリオンとのコラボ商品を展開、発売されている。その他、新仮面ライダー、ガチャピンムック、トランスフォーマー、おでかけこざめなどのコラボも展開された。